# Patelă

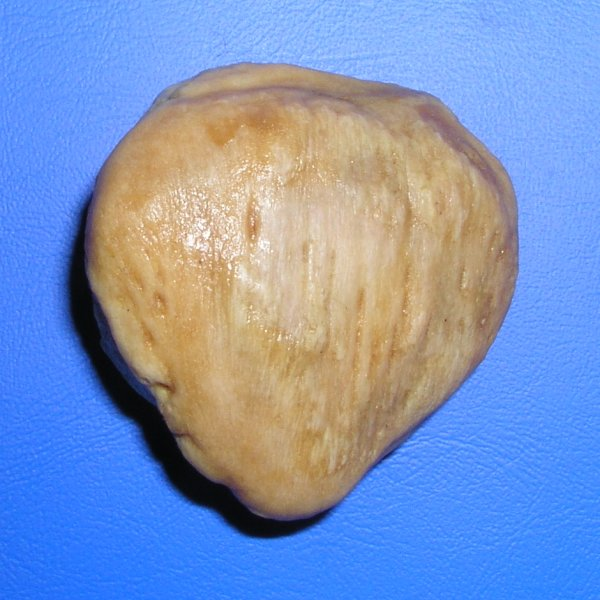
Patela umană stângă văzută anterior

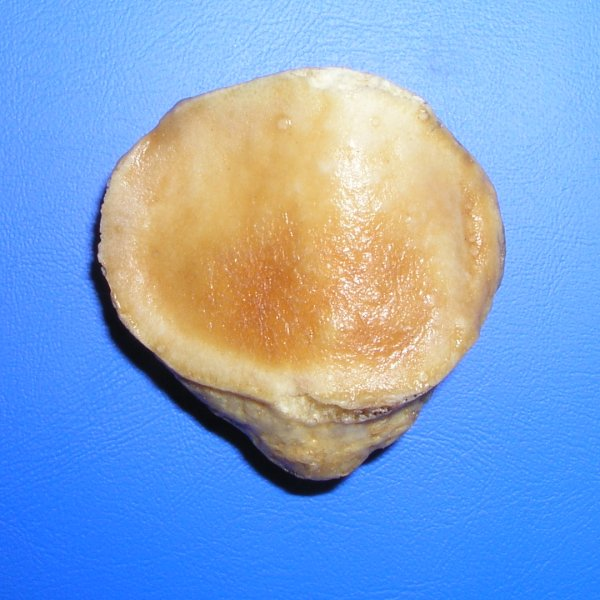
Patela umană stângă văzută posterior

Patela (patella) sau rotula este un os scurt, rotund, turtit antero-posterior și pereche, care face parte din scheletul genunchiului, situat la extremitatea inferioară a femurului în tendonul mușchiului cvadriceps femural. Este considerată ca un os sesamoid, dezvoltat în grosimea tendonului mușchiului cvadriceps. Patela are două fețe și două margini, o bază și un vârf.

## Orientare
Pentru studiul osului se pune în sus baza, în jos vârful, înapoi fața articulară și lateral – porțiunea cea mai largă a feței articulare.

## Anatomie

### Fața anterioară
Fața anterioară a rotulei (Facies anterior) are o formă triunghiulară, cu vârful în jos, este convexă și rugoasă și prevăzută  cu  striații  verticale,  urme  lăsate  de  fibrele tendonului  mușchiului cvadriceps. Fața anterioară se poate palpa sub piele formând relieful anterior al genunchiului.

### Fața posterioară
Fața posterioară sau fața articulară (Facies articularis) are o suprafață articulară pe cea mai mare întindere a ei, de la bază și până aproape  de  vârful  rotulei.  Fața  articulară, convexă în sens transversal, prezintă o creastă verticală rotunjită, care corespunde șanțului trohleei de pe femur, prin care este despărțită în două fațete inegale sau povârnișuri: una laterală, mai largă și alta medială, mai îngustă. Fața articulară a rotulei este deci astfel configurată ca să se articuleze cu fața patelară a femurului.

### Baza rotulei
Baza rotulei (Basis patellae) privește în sus și este lățită la mijloc și înclinată anterior.

### Vârful rotulei
Vârful rotulei (Apex patellae) privește în jos și servește la inserția tendonului rotulian.

### Marginile rotulei
Marginile rotulei sunt în număr de două: medială și laterală.

## Dezvoltare
Centrul de osificare al rotulei apare la vârsta de 3-5 ani. Osificarea se dezvoltă în toate sensurile osului, mai rapid însă către fața profundă a tendonului mușchiului cvadriceps.

## Arhitectură
Compacta osului este mult mai groasă anterior. În spongioasă sunt două sisteme lamelare principale. Unul, cu lamele paralele, orientate vertical în direcția de tracțiune a mușchiului cvadriceps, se află mai ales în porțiunea anterioară a osului. Al doilea sistem, cu lamele aproape orizontale, perpendiculare pe primul sistem, are lamelele desprinse din suportul feței articulare, în raport  cu  presiunile  femurale.

## Explorare
Patela proeminează în regiunea anterioară a genunchiului și poate fi explorată atât prin palpare, cât și prin inspecție. Pe patela sunt palpabile: fața anterioară, marginile și vârful, mai puțin baza.

## Patologie
Fracturile patelei sunt relativ frecvente și sunt produse de traumatisme, sau în mod indirect, de contracția violentă a mușchiului cvadriceps femural.